# Alessandro Nesta
Alessandro Nesta (ur. 19 marca 1976 w Rzymie) – włoski piłkarz występujący na pozycji środkowego obrońcy, reprezentant kraju, trener.

## Kariera

### Lazio Rzym
Alessandro Nesta karierę piłkarską rozpoczął w 1985 roku w młodzieżowej szkółce Lazio Rzym, w której grał na różnych pozycjach: obrońcy, pomocnika oraz napastnika. W 1993 roku dołączył do seniorskiego zespołu Biancocelesti, w którym grał do 2002 roku, a od 1997 roku był kapitanem i osiągnął wiele sukcesów: mistrzostwo (2000) i dwukrotnie wicemistrzostwo Włoch (1995, 1999), dwukrotnie 3. miejsce w Serie A (1996, 2001), dwukrotnie Puchar Włoch (1998, 2000), dwukrotnie Superpuchar Włoch (1998, 2000), Puchar Zdobywców Pucharów 1999 (ostatnia edycja), Superpuchar Europy 1999 oraz finał Pucharu UEFA 1998.

### AC Milan
Po sezonie 2001/2002 grę Nesty zauważyły władze AC Milanu, do którego wkrótce przeszedł za kwotę 31 milionów euro, w którym grał do końca sezonu 2011/2012, przez lata tworząc linię wraz z takimi zawodnikami jak m.in.: Paolo Maldini, Alessandro Costacurta, Cafu, Kacha Kaladze, Marek Jankulovski, z którymi osiągnął pasmo sukcesów: dwukrotnie mistrzostwo (2004, 2011) i dwukrotnie wicemistrzostwo Włoch (2005, 2012), trzykrotnie 3. miejsce w Serie A (2003, 2006, 2009, 2010), Puchar Włoch 2003, dwukrotnie Superpuchar Włoch (2004, 2011), dwukrotnie Ligę Mistrzów (2003, 2007), dwukrotnie Superpuchar Europy (2003, finał Ligi Mistrzów 2005, 2007) oraz klubowe mistrzostwo świata 2007.
W 2004 roku z okazji 100-lecia FIFA Pelé wybrał Nestę do listy FIFA 100 zawierającą najlepszych żyjących wówczas piłkarzy.

### Ostatnie lata kariery
Po sezonie 2011/2012 odszedł z AC Milanu i związał się z występującym w amerykańskiej lidze MLS Montrealem Impact, z którym podpisał 1,5-roczny kontrakt. Zdobył z klubem w sezonie 2013 Canadian Championship i Walt Disney World Pro Soccer Classic. W październiku 2013 roku oficjalnie poinformował o zakończeniu kariery. Powiedział również, że na kilka miesięcy pragnie odpocząć od futbolu, a następnie ukończyć kursy trenerskie i rozpocząć karierę jako szkoleniowiec, jednak 26 listopada 2014 roku wznowił karierę, podpisując kontrakt z indyjskim FC Chennaiyin, jednak w 2015 roku po trzech rozegranych meczach zdecydował się na ostateczne zakończenie kariery piłkarskiej, jednak zdobył z klubem mistrzostwo Indii 2015.

## Kariera reprezentacyjna

### Juniorskie
Alessandro Nesta rozpoczął międzynarodową karierę w drużynach U-15 i U-16. W 1994 roku dwukrotnie grał w drużynie U-18, a w latach 1994–1996 w drużynie U-21 rozegrał 9 meczów, z którą zdobył mistrzostwo Europy U-21 1996 po wygranej w finale 31 maja 1996 roku na Olimpíc de Montjuïc w Barcelonie w serii rzutów karnych 4:2 (1:1 po dogrywce) z gospodarzem turnieju, reprezentacją Hiszpanii U-21, a Nesta został wybrany najlepszym obrońcą turnieju, dzięki czemu selekcjoner seniorskiej reprezentacji Włoch, Arrigo Sacchi powołał go na mistrzostwa Europy 1996 w Anglii, na których drużyna Squadra Azzura zakończyła udział w fazie grupowej, a Nesta nie wystąpił w żadnym meczu. Wystąpił również na turnieju olimpijskim 1996 w Atlancie, w którym drużyna Squadra Azzura zakończyła udział w fazie grupowej.

### Seniorska
W seniorskiej reprezentacji Włoch zadebiutował 5 października 1996 roku w wygranym 3:1 meczu eliminacyjnym mistrzostw świata 1998 z reprezentacją Mołdawii na Stadionie Republikańskim w Kiszyniowie. Był w kadrze na trzech mistrzostwach świata (1998, 2002, 2006 – triumf) oraz trzech  mistrzostwach Europy (1996, 2000 – finał oraz jedenastka turnieju, 2004).
Podczas mistrzostw świata 2006 w Niemczech, w 17. minucie trzeciego meczu fazy grupowej z reprezentacją Czech (2:1), rozegranego 22 czerwca 2006 roku na AOL Arenie w Hamburgu doznał poważnej kontuzji, w wyniku której został zmieniony przez Marco Materazziego oraz został wykluczony z gry do końca turnieju, w którym drużyna Squadra Azzura triumfowała po wygranej 5:3 w serii rzutów karnych (1:1 po dogrywce) z reprezentacją Francji w finale rozegranym 9 lipca 2006 roku na Stadionie Olimpijskim w Berlinie.
Ostatni mecz w drużynie Squadra Azzura rozegrał 11 października 2006 roku w wygranym 3:1 meczu eliminacyjnym mistrzostw Europy 2008 z reprezentacją Gruzji na Stadionie im. Borisa Paiczadze w Tbilisi. W 2008 roku ogłosił rezygnację z gry w reprezentacji Włoch, w której w latach 1996–2006 rozegrał łącznie 78 meczów. Za sukcesy z drużyną Squadra Azzura został odznaczony Orderami Zasługi Republiki Włoskiej (2000 w stopniu Kawalera, 2006 w stopniu Oficera).

## Kariera trenerska
Alessandro Nesta po zakończeniu kariery piłkarskiej rozpoczął karierę trenerską. W latach 2015–2017 trenował występujący w amerykańskiej lidze NASL FC Miami, z którym w sezonie 2017 wygrał rundę wiosenną i jesienną, triumfując tym samym w rundzie zasadniczej, jednak w fazie play-off przegrał w półfinale 5 listopada 2017 roku 6:5 w serii rzutów karnych (0:0 po dogrywce) z New York Cosmos.
Następnie trenował Perugię Calcio (2017–2018), Frosinone Calcio (2019–2021), AC Reggianę 1919 (2023–2024) oraz dwukrotnie AC Monzę (2024 i od 2025 roku).

## Statystyki

### Klubowe
| Klub            | Sezon     | Liga     | Liga  | Liga | Puchar krajowy | Puchar krajowy | Kontynentalne | Kontynentalne | Inne  | Inne | Łącznie | Łącznie |
| Klub            | Sezon     | Liga     | Mecze | Gole | Mecze          | Gole           | Mecze         | Gole          | Mecze | Gole | Mecze   | Gole    |
| --------------- | --------- | -------- | ----- | ---- | -------------- | -------------- | ------------- | ------------- | ----- | ---- | ------- | ------- |
| Lazio Rzym      | 1993/1994 | Serie A  | 2     | 0    | 0              | 0              | 0             | 0             | —     | —    | 2       | 0       |
| Lazio Rzym      | 1994/1995 | Serie A  | 11    | 0    | 1              | 0              | 0             | 0             | —     | —    | 12      | 0       |
| Lazio Rzym      | 1995/1996 | Serie A  | 23    | 0    | 2              | 0              | 3             | 0             | —     | —    | 28      | 0       |
| Lazio Rzym      | 1996/1997 | Serie A  | 25    | 0    | 3              | 0              | 4             | 0             | —     | —    | 32      | 0       |
| Lazio Rzym      | 1997/1998 | Serie A  | 30    | 0    | 9              | 1              | 10            | 1             | —     | —    | 49      | 2       |
| Lazio Rzym      | 1998/1999 | Serie A  | 20    | 1    | 2              | 0              | 4             | 0             | —     | —    | 26      | 1       |
| Lazio Rzym      | 1999/2000 | Serie A  | 28    | 0    | 3              | 0              | 10            | 0             | —     | —    | 41      | 0       |
| Lazio Rzym      | 2000/2001 | Serie A  | 29    | 0    | 2              | 0              | 8             | 0             | —     | —    | 39      | 0       |
| Lazio Rzym      | 2001/2002 | Serie A  | 25    | 0    | 1              | 0              | 6             | 0             | —     | —    | 32      | 0       |
| Łącznie         | Łącznie   | Łącznie  | 193   | 1    | 23             | 2              | 45            | 1             | —     | —    | 261     | 3       |
| AC Milan        | 2002/2003 | Serie A  | 29    | 1    | 5              | 1              | 14            | 0             | —     | —    | 48      | 2       |
| AC Milan        | 2003/2004 | Serie A  | 26    | 0    | 5              | 1              | 7             | 0             | 0     | 0    | 38      | 1       |
| AC Milan        | 2004/2005 | Serie A  | 29    | 0    | 4              | 0              | 12            | 0             | —     | —    | 45      | 0       |
| AC Milan        | 2005/2006 | Serie A  | 30    | 1    | 2              | 0              | 10            | 0             | —     | —    | 42      | 1       |
| AC Milan        | 2006/2007 | Serie A  | 14    | 0    | 0              | 0              | 8             | 0             | —     | —    | 22      | 0       |
| AC Milan        | 2007/2008 | Serie A  | 29    | 1    | 0              | 0              | 8             | 1             | 2     | 0    | 39      | 2       |
| AC Milan        | 2008/2009 | Serie A  | 1     | 0    | 0              | 0              | 0             | 0             | —     | —    | 1       | 0       |
| AC Milan        | 2009/2010 | Serie A  | 23    | 3    | 0              | 0              | 7             | 0             | —     | —    | 30      | 3       |
| AC Milan        | 2010/2011 | Serie A  | 26    | 0    | 2              | 0              | 7             | 0             | —     | —    | 35      | 0       |
| AC Milan        | 2011/2012 | Serie A  | 17    | 1    | 2              | 0              | 7             | 0             | —     | —    | 26      | 1       |
| Łącznie         | Łącznie   | Łącznie  | 224   | 7    | 20             | 2              | 80            | 1             | 2     | 0    | 326     | 10      |
| Montreal Impact | 2012      | MLS      | 8     | 0    | 0              | 0              | 0             | 0             | —     | —    | 8       | 0       |
| Montreal Impact | 2013      | MLS      | 23    | 0    | 1              | 0              | 2             | 0             | —     | —    | 26      | 0       |
| Łącznie         | Łącznie   | Łącznie  | 31    | 0    | 1              | 0              | 2             | 0             | —     | —    | 34      | 0       |
| FC Chennaiyin   | 2014/2015 | I-League | 3     | 0    | —              | —              | —             | —             | —     | —    | 3       | 0       |
| Łącznie         | Łącznie   | Łącznie  | 3     | 0    | —              | —              | —             | —             | —     | —    | 3       | 0       |
| Łącznie         | Łącznie   | Łącznie  | 451   | 8    | 44             | 3              | 129           | 2             | 2     | 0    | 624     | 13      |

### Reprezentacyjne
| Reprezentacja | Rok     | Mecze | Gole |
| ------------- | ------- | ----- | ---- |
| Włochy U-18   | 1994    | 2     | 0    |
| Łącznie       | Łącznie | 2     | 0    |
| Włochy U-21   | 1995    | 3     | 0    |
| Włochy U-21   | 1996    | 6     | 0    |
| Łącznie       | Łącznie | 9     | 0    |
| Włochy        | 1996    | 2     | 0    |
| Włochy        | 1997    | 7     | 0    |
| Włochy        | 1998    | 7     | 0    |
| Włochy        | 1999    | 6     | 0    |
| Włochy        | 2000    | 13    | 0    |
| Włochy        | 2001    | 5     | 0    |
| Włochy        | 2002    | 10    | 0    |
| Włochy        | 2003    | 7     | 0    |
| Włochy        | 2004    | 10    | 0    |
| Włochy        | 2005    | 5     | 0    |
| Włochy        | 2006    | 6     | 0    |
| Łącznie       | Łącznie | 78    | 0    |

### Trenerskie
| Drużyna          | Od         | Do         | Wyniki | Wyniki | Wyniki | Wyniki | Wyniki |
| Drużyna          | Od         | Do         | M      | Z      | R      | P      | Z%     |
| ---------------- | ---------- | ---------- | ------ | ------ | ------ | ------ | ------ |
| FC Miami         | 31.08.2015 | 30.11.2017 | 71     | 35     | 17     | 19     | 49,30  |
| Perugia Calcio   | 14.05.2018 | 30.06.2011 | 40     | 14     | 8      | 18     | 35,00  |
| Frosinone Calcio | 01.07.2019 | 22.03.2021 | 77     | 28     | 23     | 26     | 36,36  |
| AC Reggiana 1919 | 10.06.2023 | 13.06.2024 | 41     | 12     | 17     | 12     | 29,27  |
| AC Monza         | 01.07.2024 | 23.12.2024 | 20     | 3      | 7      | 10     | 15,00  |
| AC Monza         | 10.02.2025 | urzęduje   | 14     | 1      | 2      | 11     | 7,14   |
| Łącznie          | Łącznie    | Łącznie    | 263    | 93     | 74     | 96     | 35,36  |

## Sukcesy

### Zawodnicze
Lazio Rzym
- Mistrzostwo Włoch: 2000
- Wicemistrzostwo Włoch: 1995, 1999
- 3. miejsce w Serie A: 1996, 2001
- Puchar Włoch: 1998, 2000
- Superpuchar Włoch: 1998, 2000
- Puchar Zdobywców Pucharów: 1999
- Finał Pucharu UEFA: 1998
- Superpuchar Europy: 1999

AC Milan
- Mistrzostwo Włoch: 2004, 2011
- Wicemistrzostwo Włoch: 2005, 2012
- 3. miejsce w Serie A: 2003, 2006, 2009, 2010
- Puchar Włoch: 2003
- Superpuchar Włoch: 2004, 2011
- Liga Mistrzów: 2003, 2007
- Finał Ligi Mistrzów: 2005
- Superpuchar Europy: 2003, 2007
- Klubowe mistrzostwo świata: 2007

Montreal Impact
- Canadian Championship: 2013
- Walt Disney World Pro Soccer Classic: 2013

FC Chennaiyin
- Mistrzostwo Indii: 2015

Reprezentacyjne
- Mistrzostwo świata: 2006
- Wicemistrzostwo Europy: 2000
- Mistrzostwo Europy U-21: 1996

### Trenerskie
FC Miami
- Runda wiosenna NASL: 2017
- Runda jesienna NASL: 2017
- Runda zasadnicza NASL: 2017

### Indywidualne
- Najlepszy obrońca mistrzostw Europy U-21: 1996
- Jedenastka gwiazd mistrzostw Europy: 2000
- Członek FIFA 100: 2004

### Odznaczenia
- Order Zasługi Republiki Włoskiej w stopniu Kawalera: 2000
- Order Zasługi Republiki Włoskiej w stopniu Oficera: 2006

## Życie prywatne
Jego bratanek Gian Marco (ur. 2000) również jest piłkarzem.